# Tuffi alla XXIX Universiade
Le gare di tuffi si sono svolte a Taipei, a Taiwan, dal 20 al 27 agosto 2017..

## Partecipanti
Hanno partecipato alla competizione 106 tuffatori, provenienti da 23 distinte nazioni.
- Armenia: 2
- Australia: 5
- Brasile: 4
- Canada: 5
- Taipei Cinese: 2
- Croazia: 1
- Germania: 8
- Irlanda: 2
- Italia: 6
- Giappone: 5
- Lituania: 1
- Macao: 4
- Messico: 10
- Corea del Nord: 7
- Filippine: 1
- Polonia: 2
- Romania: 1
- Russia: 12
- Corea del Sud: 4
- Svezia: 1
- Svizzera: 2
- Ucraina: 8
- Stati Uniti: 13

## Podi

### Uomini
| Evento                             | Oro                                    | Punti    | Argento                                 | Punti    | Bronzo                                  | Punti    |
| Trampolino 1 m (dettagli)          | Kim Yeong-nam                          |          | Briadam Herrera                         |          | Evgenij Kuznecov                        |          |
| Trampolino 3 m (dettagli)          | Il'ja Zacharov                         |          | Evgenij Kuznecov                        |          | Giovanni Tocci                          |          |
| Piattaforma 10 m (dettagli)        | Ri Hyon-ju                             |          | David Dinsmore                          |          | Kim Yeong-nam                           |          |
| Trampolino 3 m sincro (dettagli)   | Russia Il'ja Zacharov Evgenij Kuznecov | 428,07   | Corea del Sud Woo Ha-ram Kim Yeong-nam  | 417,93   | Italia Gabriele Auber Lorenzo Marsaglia | 387,12   |
| Piattaforma 10 m sincro (dettagli) | Russia Roman Izmajlov Nikita Šlejcher  |          | Corea del Nord Hyon Il-myong Ri Hyon-ju |          | Corea del Sud Kim Yeong-nam Woo Ha-ram  |          |
| Classifica a squadre (dettagli)    | Russia                                 | 3.761,23 | Corea del Sud                           | 3.565,93 | Messico                                 | 3.513,51 |

### Donne
| Evento                             | Oro                                       | Punti    | Argento                                 | Punti    | Bronzo                                     | Punti    |
| Trampolino 1 m (dettagli)          | Dolores Hernández                         |          | Choe Un-gyong                           |          | Louisa Stawczynski                         |          |
| Trampolino 3 m (dettagli)          | Arantxa Chavez                            |          | Brooke Schultz                          |          | Kim Su-ji                                  |          |
| Piattaforma 10 m (dettagli)        | Kim Kuk-hyang                             |          | Kim Un-hyang                            |          | Celina Jayne Toth                          |          |
| Trampolino 3 m sincro (dettagli)   | Messico Arantxa Chávez Melany Hernández   |          | Corea del Sud Kim Nami Kim Su-ji        |          | Russia Maria Polyakova Yelena Chernykh     |          |
| Piattaforma 10 m sincro (dettagli) | Corea del Nord Kim Kuk-hyang Kim Un-hyang |          | Australia Emily Meaney Brittany O'Brien |          | Russia Yulia Tikhomirova Julija Timošinina |          |
| Classifica a squadre (dettagli)    | Corea del Nord                            | 2.696,72 | Russia                                  | 2.519,99 | Giappone                                   | 2.266,55 |

### Misto
| Evento                             | Oro                                                | Punti | Argento                                        | Punti | Bronzo                                  | Punti |
| Trampolino 3 m sincro (dettagli)   | Messico Adán Zúñiga Arantxa Chávez                 |       | Ucraina Stanislav Oliferčyk Viktoriya Kesar    |       | Italia Laura Bilotta Gabriele Auber     |       |
| Piattaforma 10 m sincro (dettagli) | Corea del Nord Kim Kuk-hyang Hyon Il-myong         |       | Russia Nikita Šlejcher Julija Timošinina       |       | Stati Uniti Joseph Law Olivia Rosendahl |       |
| Gara a squadre mista (dettagli)    | Ucraina Oleksandr Gorshkovozov Anastasiia Nedobiga |       | Canada Tyler Robert Henschel Celina Jayne Toth |       | Germania Lars Ruediger Kieu Trang Duong |       |

## Medagliere
| Pos.   | Paese          |    |    |    | Totale |
| ------ | -------------- | -- | -- | -- | ------ |
| 1      | Corea del Nord | 5  | 3  | 0  | 8      |
| 2      | Russia         | 4  | 3  | 3  | 10     |
| 3      | Messico        | 4  | 0  | 1  | 5      |
| 4      | Corea del Sud  | 1  | 3  | 3  | 7      |
| 5      | Ucraina        | 1  | 1  | 0  | 2      |
| 6      | Stati Uniti    | 0  | 3  | 1  | 4      |
| 7      | Canada         | 0  | 1  | 1  | 2      |
| 8      | Australia      | 0  | 1  | 0  | 1      |
| 9      | Italia         | 0  | 0  | 3  | 3      |
| 10     | Germania       | 0  | 0  | 2  | 2      |
| 11     | Giappone       | 0  | 0  | 1  | 1      |
| Totale | Totale         | 15 | 15 | 15 | 45     |